# Peter Gerloff
Peter Gerloff (* 4. Februar 1957 in Münster) ist ein deutscher römisch-katholischer Priester und lebt in Goslar. Er ist Texter und Komponist geistlicher Lieder, die auch in zahlreiche Gesang- und Liederbücher Eingang fanden.

## Leben
Peter Gerloff wurde 1981 Vikar und war ab 1984 als ordinierter evangelischer Pfarrer im Ruhrgebiet tätig. Er heiratete 1982. Als Vater dreier Kinder konvertierte er 1990 mit seiner Familie in die römisch-katholische Kirche. 1995 empfing er mit Zölibatsdispens im Hildesheimer Dom die Priesterweihe.
Von 1992 bis 2003 war er Krankenhausseelsorger am Landeskrankenhaus Hildesheim, daneben seit der Weihe Subsidiar in Westfeld, seit 1999 in Hildesheim. Von 2004 bis 2013 war er Gemeindepfarrer an St. Maria in Sehnde und St. Josef in Bolzum. Danach übernahm er die Pfarrei Maria vom hl. Rosenkranz in Bad Nenndorf, die er nach kurzer Zeit aufgrund verschiedener Auseinandersetzungen wieder verließ. Von 2015 bis 2022 war er Pastor (Kooperator) in Goslar, Bad Harzburg und Liebenburg. Seit 2023 ist er im Ruhestand.
Seit 2003 wirkt Peter Gerloff unter dem Benutzernamen Rabanus Flavus als Autor bei der Wikipedia mit.

## Werke
Einzelne von Peter Gerloffs Texten und Melodien finden sich in zahlreichen liturgiepraktischen Veröffentlichungen u. a. des Pustet-Verlags. Im Liederbuch All meine Quellen entspringen in dir finden sich 24 seiner Lieder, die von Heinz Martin Lonquich vertont wurden. 2016 vertonte der Komponist Ludger Stühlmeyer Gerloffs Sternsingerlied.
In das Gotteslob 2013 wurden folgende seiner Liedtexte aufgenommen:
- Stammteil:
  - 103 Dieser Tag ist Christus eigen (Sonntag)
  - 325 Bleibe bei uns, du Wandrer durch die Zeit (Emmaus)
  - 363 Herr, nimm auch uns zum Tabor mit (Verklärung des Herrn)
  - 374 Volk Gottes, zünde Lichter an (Darstellung des Herrn)
  - 504 Vater im Himmel, höre unser Klagen (Begräbnis)
  - 528 Ein Bote kommt, der Heil verheißt (Verkündigung des Herrn)
- Diözesanausgaben:
  - Erzbistum Freiburg – Bistum Rottenburg-Stuttgart
    - 901 Simon Petrus dort am Ufer (Petrus und Paulus)

  - Bistum Fulda
    - 878 Du stehst als stumme Frage (Elisabeth von Thüringen)

  - Kirchenprovinz Hamburg
    - 912 Bekenner in der Schreckenszeit (Märtyrer der NS-Zeit)

  - Erzbistum Köln
    - 855 Seht, Maria geht auf Reisen (Mariä Heimsuchung)
    - 867 Simon Petrus dort am Ufer (Petrus und Paulus)
    - 868 Seht das Zeichen an (zum Blasiussegen)

  - Bistum Limburg
    - 769 Hosanna, Jesus, Davids Sohn (Palmsonntag)

  - Bistum Regensburg
    - 772 Zwei Menschen wird ein Kind geschenkt (Fest der heiligen Familie)